# Mery Valencia

Mery Valencia de Ortiz née le 28 août 1953, également connue sous le nom de "La Señora", est une ancienne trafiquante de drogue colombienne qui dirigeait une opération de narcotiques basée à Miami et faisait partie des dirigeantes du Cartel de Cali. Entre 1997 et 1998, l'organisation de Valencia a généré plus de 180 millions de dollars par an et distribué plus de 12000kg de cocaïne.

## Biographie
Valencia est née dans les bidonvilles de Cali, en Colombie. Elle a eu de nombreux contacts avec des trafiquants de drogue et s’est associée au cartel de Cali, avant de s’installer à Miami dans les années 1970. Dans les années 1980, elle a lancé une distribution massive de cocaïne et d’héroïne à travers les États-Unis. De nombreux membres de sa famille étaient impliqués dans le trafic de drogue et Valencia possédait des salons de coiffure et de beauté servant de couverture à son organisation criminelle. Elle gérait un vaste réseau de maisons de cash et tenait des registres comptables mentionnant tous les membres de son organisation. Elle est ensuite devenue citoyenne américaine naturalisée.
Le 7 février 1997, des agents du FBI et les autorités brésiliennes ont arrêté Valencia à l’aéroport de Rio de Janeiro. Elle avait subi de nombreuses opérations de chirurgie esthétique pour modifier son apparence et portait 13 passeports avec de faux noms. Après que la Cour suprême du Brésil a rejeté l’appel visant à bloquer l’extradition, Valencia a été extradée vers les États-Unis et emprisonnée à New York en attente de son procès devant le tribunal fédéral de Manhattan. Le 30 juillet 1999, Valencia a été reconnue coupable de trafic de drogue et condamnée à la prison à perpétuité.
En 2012, Valencia a été libérée de la prison fédérale de Tallahassee. Sa localisation actuelle est inconnue, bien qu’on soupçonne qu’elle soit retournée en Colombie.